# Tomorrow X Together
Tomorrow X Together (tiếng Hàn: 투모로우바이투게더, đọc là Tomorrow by Together), còn được biết đến với tên viết tắt TXT (/ˈtiː-ˈɛks-ˈtiː/ TEE-eks-tee) là một nhóm nhạc nam Hàn Quốc được thành lập bởi Big Hit Music. Nhóm bao gồm 5 thành viên: Yeonjun, Soobin, Beomgyu, Taehyun và Huening Kai.
Nhóm ra mắt vào ngày 4 tháng 3 năm 2019 với mini album đầu tay The Dream Chapter: Star. Album ra mắt và đạt vị trí số 1 trên Gaon Album Chart và Billboard World Albums Chart, và ra mắt trên Billboard 200 của Hoa Kỳ ở vị trí số 140, đồng thời trở thành album đầu tay có vị trí cao nhất của bất kỳ nhóm nhạc K-pop nam nào. Bài hát chủ đề "Crown" của album ra mắt ở vị trí quán quân trên World Digital Songs với TXT đứng đầu bảng xếp hạng Billboard Emerging Artists, khiến họ trở thành nhóm nhạc K-pop xuất hiện nhanh nhất trên World Digital Songs và nhóm nhạc K-pop nhanh thứ hai xuất hiện trên Billboard Emerging Artist.
Sự tiếp đón thương mại của nhóm đã mang lại cho họ một số giải thưởng Nghệ sĩ mới của năm, bao gồm cả Tân binh của năm tại Golden Disc Awards lần thứ 24 và Melon Music Awards năm 2019, Nghệ sĩ mới của năm ở hạng mục Album tại Gaon Chart Music Awards lần thứ 9 và Nam nghệ sĩ mới xuất sắc nhất tại Mnet Asian Music Awards năm 2019.

## Tên gọi
TXT là cụm từ viết tắt của "ngày mai x cùng nhau". Trong tiếng Hàn, tên nhóm là "투모로우바이투게더 (RR: Tumoroubaitugedeo)", được đọc là "Tomorrow by Together" và phiên âm thành Hangul. Họ không có phiên bản tên tiếng Hàn riêng biệt cho tên của họ. Theo trang web chính thức của nhóm, ý nghĩa đằng sau "Tomorrow by Together" là năm cá nhân "đến với nhau theo một giấc mơ với hy vọng xây dựng một ngày mai tốt đẹp hơn".
Trong cuộc phỏng vấn đầu tiên của họ với Section TV của MBC, nhóm đã đề cập rằng họ thích được gọi bằng tên đầy đủ thay vì tên viết tắt.

## Lịch sử

### Trước khi ra mắt
Kế hoạch cho ra mắt một nhóm nhạc nam thứ hai từ Big Hit Entertainment đã được người sáng lập Bang Si-hyuk công bố vào đầu năm 2017, và ngày ra mắt sau đó đã được công bố vào tháng 11 năm 2018. TXT chính thức được tiết lộ vào ngày 10 tháng 1 năm 2019. Trong 10 ngày tiếp theo, các video giới thiệu từng thành viên, được đặt tên là "What Do You Do?" và "What Do You See", đã được phát hành trên YouTube.

### 2019: Ra mắt vớiThe Dream Chapter: StarvàThe Dream Chapter: Magic

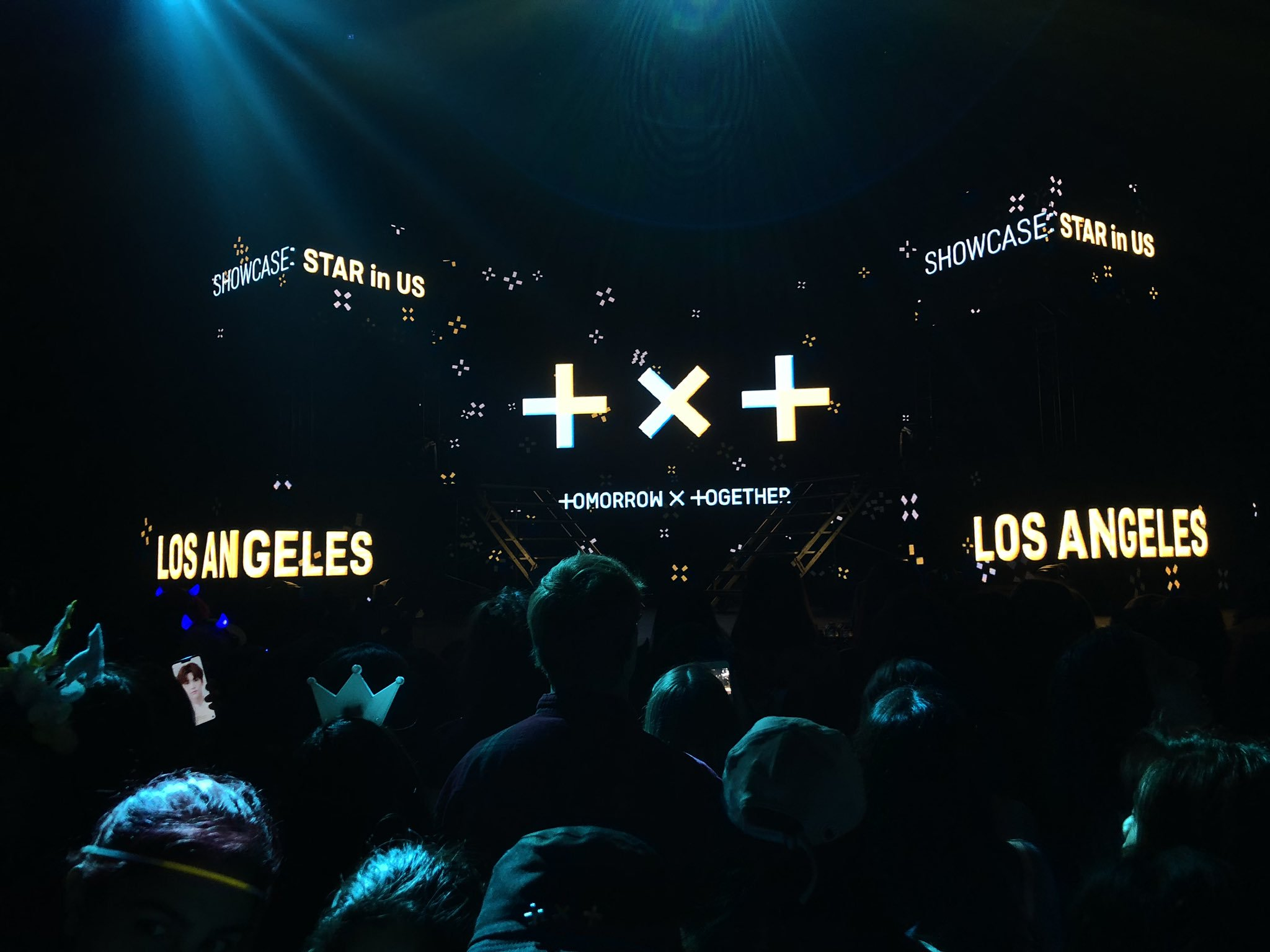
TXT tại buổi ra mắt ở Los Angeles.

TXT là nhóm nhạc nam đầu tiên được ra mắt bởi Big Hit Entertainment sau 6 năm kể từ BTS. Một chương trình phát sóng đầu tiên cho nhóm đã được phát sóng trên Mnet và trang YouTube của nó, và đã được công bố cùng với mini album đầu tay của nhóm, The Dream Chapter: Star, được phát hành vào ngày 4 tháng 3. Một buổi giới thiệu ra mắt đã được tổ chức tại Yes24 Live Hall vào ngày 5 tháng 3. Sau khi phát hành mini album, video âm nhạc của bài hát chủ đề, "Crown" đã thu về 14,5 triệu lượt xem trên YouTube, phá vỡ kỷ lục cho nhóm nhạc nam có video âm nhạc K-pop ra mắt được xem nhiều nhất trong 24 giờ. Album ra mắt ở vị trí số 1 trên Gaon Album Chart, và bảng xếp hạng Billboard World Albums Chart trong khi "Crown" ra mắt ở vị trí số 1 trên Billboard World Digital Songs. Nhóm đã ra mắt ở vị trí số 1 trên Billboard Emerging Artists và ở vị trí 140 trên bảng xếp hạng Billboard 200 lần đầu tiên, khiến họ trở thành nhóm nhạc xuất hiện nhanh nhất trong các bảng xếp hạng này (nhóm nhạc K-pop xuất hiện nhanh thứ hai trong Billboard Emerging Artists) và album ra mắt được xếp hạng cao nhất của bất kỳ nhóm nhạc nam K-pop nào. Album cũng xếp ở vị trí số 3 trên bảng xếp hạng hàng tuần Oricon Albums Chart của Oricon. Ngoài ra, album đã đứng đầu bảng xếp hạng album hàng tháng Gaon Album Chart trong tháng 3. Buổi biểu diễn đầu tiên trên chương trình âm nhạc của TXT đã được phát sóng vào ngày 7 tháng 3 năm 2019 trên M Countdown của Mnet. Họ đã giành được chiến thắng trên chương trình âm nhạc đầu tiên trong chương trình The Show của SBS MTV với "Crown" chỉ sau 1 tuần ra mắt. Sau đó, nhóm đã giành được chiến thắng trên M Countdown và Show Champion. Bài hát "Crown" đã lọt vào danh sách "Những người thay đổi cuộc chơi từ một thập kỷ của K-pop" của GQ, cho năm 2019, với GQ viết, "Sự bùng nổ, tươi sáng của TXT, mặc dù là nhóm đàn em của BTS, nhưng lại có yếu tố riêng họ khi họ tinh nghịch khám phá những nỗi đau đang lớn lên ở tuổi thiếu niên."
Vào ngày 9 tháng 4 năm 2019, TXT đã công bố chuyến lưu diễn nước ngoài đầu tiên của nhóm, với các buổi biểu diễn tại 6 thành phố của Hoa Kỳ, bao gồm thành phố New York, Chicago, Los Angeles, Dallas, Orlando và Atlanta trong suốt 2 tuần, từ ngày 9 đến 24 tháng 5. Vé cho tất cả các buổi biểu diễn đã được bán hết trong vòng chưa đầy 10 phút. Sau buổi giới thiệu của nhóm vào tháng 5, TXT đã biểu diễn tại buổi hòa nhạc iHeartRadio Wango Tango năm 2019 được tổ chức tại Dignity Health Sports Park ở Los Angeles vào ngày 1 tháng 6. Vào ngày 20 tháng 6, nhóm thông báo rằng nhóm sẽ biểu diễn tại hai lễ hội thời trang lớn nhất của Nhật Bản, buổi diễn Thu/Đông 2019 của Kansai vào ngày 27 tháng 8, tiếp theo là buổi diễn Tokyo Girls Collection nổi tiếng Thu/Đông 2019 vào ngày 7 tháng 9, đưa TXT trở thành nghệ sĩ Hàn Quốc đầu tiên từng biểu diễn tại cả hai chương trình trong cùng một mùa. Vào ngày 6 tháng 7, TXT đã biểu diễn tại lễ hội âm nhạc KCON NY năm 2019 được tổ chức tại Madison Square Garden ở New York, trước 55,000 khán giả. Cuối tháng đó, TXT đã nhận được đề cử giải thưởng đầu tiên tại MTV Video Music Award trong hạng mục "K-pop xuất sắc nhất".
Vào ngày 8 tháng 8 năm 2019, Big Hit Entertainment thông báo rằng ban đầu họ đã lên kế hoạch phát hành một album mới vào tháng 8 nhưng do thành viên Soobin được chẩn đoán bị viêm kết mạc do nhiễm trùng và Yeonjun bị ảnh hưởng bởi chứng đau lưng, nên sau đó đã bị hoãn lại sang tháng 9. Vào ngày 20 tháng 8, Big Hit tiết lộ các thành viên Taehyun và Huening Kai cũng đã được chẩn đoán mắc bệnh viêm kết mạc, do đó việc dời lịch phát hành album "đã trở nên khó tránh khỏi", với lý do thay đổi ngày phát hành từ tháng 9 sang tháng 10.

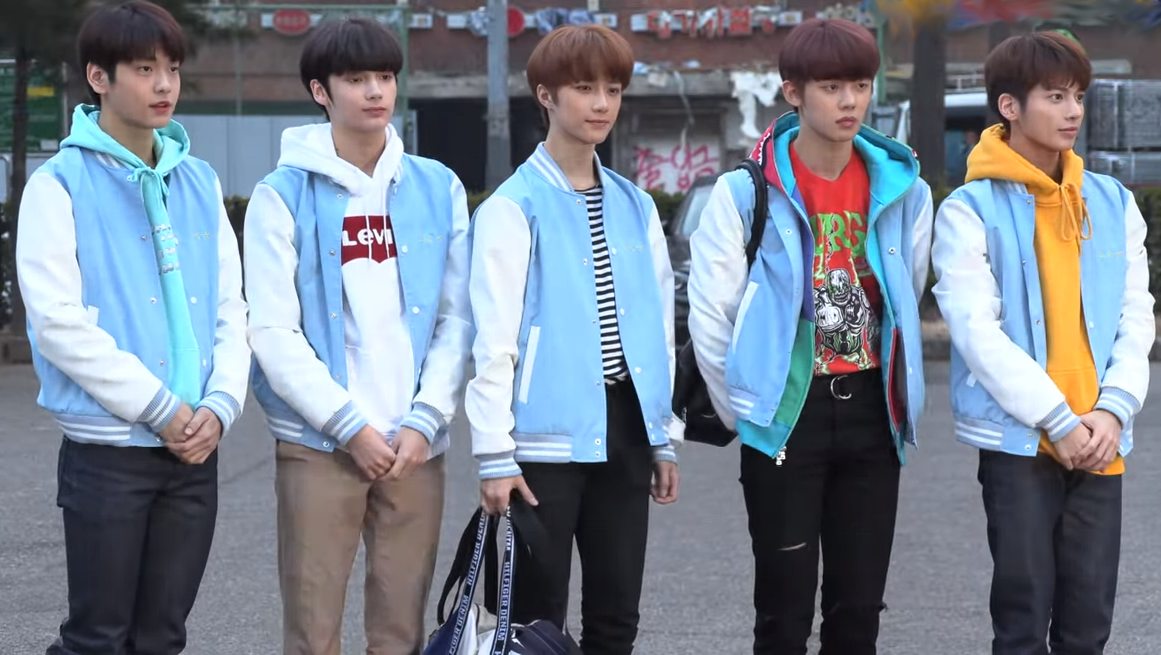
TXT vào năm 2019.

Vào ngày 21 tháng 10 năm 2019, TXT đã phát hành album phòng thu đầu tiên của nhóm, The Dream Chapter: Magic, với bài hát chủ đề "Run Away". Về mặt thực tế, album kết hợp nhiều thể loại âm nhạc khác nhau, bao gồm R&B, tropical house, pop và hip hop. Về mặt thương mại, album đã ra mắt ở vị trí số 1 trên Gaon Album Chart, vượt qua doanh số 124,000 trong tuần đầu tiên. Điều này đánh dấu album đứng đầu bảng xếp hạng thứ hai của nhóm sau mini album The Dream Chapter: Star. Album ra mắt ở vị trí số 3 trên bảng xếp hạng Billboard World Albums Chart và ở vị trí số 6 trên bảng xếp hạng album của Heatseeker. Tổng cộng có 4 bài hát trong album đã ra mắt trên bảng xếp hạng Billboard World Digital Songs với đĩa đơn "Run Away" ra mắt ở vị trí số 2. Billboard và Dazed cũng đã cùng nhau điểm tên "Run Away" là một trong những bài hát K-pop hay nhất trong năm.
Thành công thương mại của TXT trong những tháng đầu tiên đã mang lại cho nhóm một số giải thưởng tân binh tại các lễ trao giải âm nhạc lớn vào cuối năm của Hàn Quốc, bao gồm Asia Artist Awards, Melon Music Awards, Mnet Asian Music Awards, Golden Disc Awards, Gaon Chart Music Awards và Seoul Music Awards.

### 2020: Quảng bá tại Nhật Bản,The Dream Chapter: EternityvàMinisode1: Blue Hour
Vào ngày 15 tháng 1 năm 2020, TXT đã ra mắt tại Nhật Bản với đĩa đơn "Magic Hour", bao gồm các phiên bản tiếng Nhật của các bài hát "Run Away", "Crown" và "Angel or Devil". Đĩa đơn ra mắt ở vị trí số 1 trên bảng xếp hạng hàng ngày của Oricon và ở vị trí số 2 trên bảng xếp hạng đĩa đơn hàng tuần Oricon Singles Chart. Vào ngày 19 tháng 1, lần ra mắt trên truyền hình Nhật Bản của nhóm đã được công bố với sự xuất hiện lần đầu tiên trên Music Station của TV Asahi. Họ đã biểu diễn phiên bản tiếng Nhật của "Run Away" vào ngày 24 tháng 1, nhóm là nghệ sĩ Hàn Quốc đầu tiên biểu diễn trong chương trình vào năm 2020. "Magic Hour" đã nhận được chứng nhận Vàng bởi Hiệp hội Công nghiệp Ghi âm Nhật Bản (RIAJ), sau khi bán được 100,000 bản.
Vào ngày 28 tháng 4, Big Hit Entertainment đã công bố ngày phát hành mini album thứ hai của TXT, mang tên The Dream Chapter: Eternity, là ngày 18 tháng 5, với bài hát chủ đề "Can't You See Me?". Về mặt thương mại, album đã bán được hơn 181,000 bản trong tuần đầu tiên và lọt vào Gaon Album Chart ở vị trí số 2. Nó ra mắt ở vị trí số 1 trên Oricon Albums Chart, trở thành lần đầu tiên nhóm đạt được vị trí quán quân trên bảng xếp hạng của Nhật Bản. Vào tháng 7 năm 2020, album đã nhận được chứng nhận Bạch kim từ Korea Music Content Association (KMCA), sau khi bán được 250,000 bản, mang lại cho TXT chứng nhận đầu tiên của nhóm tại Hàn Quốc kể từ khi ra mắt. Hai tháng sau, The Dream Chapter: Star và The Dream Chapter: Magic cũng đã được KMCA trao chứng nhận đĩa Bạch kim.
Vào ngày 20 tháng 7 năm 2020, có thông báo cho rằng trưởng nhóm của TXT, Choi Soo-bin, sẽ là MC mới cho Music Bank của đài KBS2 cùng với Choi A-rin của Oh My Girl. Chương trình đầu tiên của anh với tư cách là MC được phát sóng vào ngày 24 tháng 7 năm 2020. Ngày 1/10/2021, Choi Soo-bin kết thúc nhiệm kỳ MC của mình.
Vào ngày 19 tháng 8, TXT đã phát hành đĩa đơn tiếng Nhật thứ hai "Drama". Album đĩa đơn bao gồm các phiên bản tiếng Nhật của "Drama" và "Can't You See Me?", cũng như "Everlasting Shine", bài hát tiếng Nhật đầu tiên của nhóm. "Everlasting Shine" đã được chọn làm bài hát chủ đề cho mùa 12 của bộ phim anime Black Clover, được phát sóng vào ngày 1 tháng 9. "Drama" ra mắt và đạt vị trí số 3 trên bảng xếp hạng Oricon Singles Chart của Nhật Bản, và nhận được chứng nhận Vàng bởi RIAJ.
Nhóm trở lại vào ngày 26 tháng 10 với mini album thứ ba Minisode1: Blue Hour với bài hát chủ đề "Blue Hour". Album ra mắt ở vị trí số 3 trên Gaon Album Chart, bán được hơn 300,000 bản trong tuần đầu tiên. Tại Hoa Kỳ, mini album ra mắt ở vị trí số 25 trên bảng xếp hạng Billboard 200, trở thành album có vị trí cao nhất của TXT tại quốc gia này và là album bán chạy nhất trong tuần đó. Album đồng thời giành vị trí quán quân trên bảng xếp hạng Billboard World Albums với TXT đứng đầu bảng xếp hạng Billboard Emerging Artists. Nó cũng lọt vào bảng xếp hạng Oricon Albums Chart ở vị trí số 1, trở thành lần thứ hai nhóm đạt được vị trí quán quân trên bảng xếp hạng của Nhật Bản. Nó đã được trao chứng nhận Bạch kim bởi KMCA. Nhóm đã phát hành một bản nhạc phim có tên "Your Light" cho bộ phim truyền hình Live On của JTBC vào ngày 24 tháng 11, thành viên Choi Yeon-jun cũng tham gia với vai trò cameo trong tập cuối của bộ phim.

### 2021:Still Dreaming,The Chaos Chapter: Freezevà album tái phát hànhThe Chaos Chapter: Fight or Escape
Album phòng thu tiếng Nhật đầu tiên Still Dreaming của nhóm được phát hành vào ngày 20 tháng 1 năm 2021. Album bao gồm bài hát tiếng Nhật "Force" được dùng làm nhạc nền mở đầu cho mùa 2 của anime World Trigger. Still Dreaming ra mắt và đạt vị trí số 1 trên Oricon Singles Chart của Nhật Bản và nhận được chứng nhận vàng bởi RIAJ. Album này đứng ở vị trí số 173 trên Billboard 200, đưa TXT trở thành nhóm nhạc Hàn Quốc thứ hai trong lịch sử có album tiếng Nhật xuất hiện trên bảng xếp hạng album của Hoa Kỳ. Vào tháng 4 năm 2021, minisode1: Blue Hour đã nhận được chứng nhận Bạch kim kép bởi KMCA, sau khi bán được 500,000 bản.
Vào ngày 22 tháng 4 năm 2021, Big Hit Music thông báo rằng TXT sẽ trở lại vào cuối tháng 5. Nhóm phát hành album phòng thu thứ hai, The Chaos Chapter: Freeze vào ngày 31 tháng 5 với bài hát chủ đề "0x1=LOVESONG (I Know I Love You)" kết hợp với Seori. Vào ngày 7 tháng 5, có thông báo cho rằng số lượng đặt trước album đã vượt hơn 520,000 bản trong 6 ngày. Vào ngày 31 tháng 5, trước khi album chính thức được phát hành, lượng album đặt trước đã tăng lên hơn 700.000 bản, tăng gấp đôi so với album phát hành lần trước. The Chaos Chapter: Freeze ra mắt ở vị trí thứ năm trên Billboard 200, trở thành album có thứ hạng cao nhất của nhóm tại Hoa Kỳ và là album bán chạy nhất của tuần đó. Album đạt vị trí số một trên Oricon Albums Chart, trở thành album thứ tư của TXT liên tiếp đứng đầu bảng xếp hạng tại Nhật Bản. Vào ngày 24 tháng 5, nhóm đã phát hành OST "Love Sight" cho bộ phim truyền hình Doom At Your Service của đài tvN. Vào ngày 25 tháng 6, TXT đã phát hành bản phối lại của bài hát "0X1=LOVESONG (I Know I Love You)" feat. pH-1, Woodie Gochild và Seori. Cũng trong tháng 7, The Chaos Chapter: Freeze đã được chứng nhận Vàng bởi RIAJ, đồng thời là bản phát hành tiếng Hàn đầu tiên của TXT được chứng nhận tại Nhật Bản. Tháng 8, album đã được KMCA chứng nhận ba đĩa bạch kim sau khi tẩu tán được 750.000 bản.
Ngày 18 tháng 7 năm 2021, Big Hit Music tiếp tục thông báo rằng nhóm sẽ trở lại vào giữa tháng 8. TXT phát hành album tái phát hành đầu tiên The Chaos Chapter: Fight or Escape, là bản repackaged của The Chaos Chapter: Freeze, với bài hát chủ đề "Loser=Lover" vào ngày 17 tháng 8 năm 2021. Ngày 3 tháng 10, nhóm đã tổ chức buổi full-length concert đầu tiên mang tên ACT:BOY. Buổi hòa nhạc kéo dài 150 phút, có 25 bài hát và được phát trực tuyến qua nền tảng trực tuyến VenewLive tới người hâm mộ trên 126 quốc gia. Ngày 5 tháng 10, có thông báo rằng các thành viên sẽ thay phiên nhau làm DJ khách mời trên KBS Cool FM's Kiss the Radio từ ngày 25 đến ngày 31 tháng 10, tổ chức "Tuần lễ Tomorrow x Together" để "thể hiện sức hút độc đáo của họ" trong thời gian Young K - DJ trước đó tạm vắng mặt để thực hiện nghĩa vụ quân sự.
TXT đã phát hành EP tiếng Nhật đầu tiên của họ, Chaotic Wonderland vào ngày 10 tháng 11 năm 2021. EP bao gồm các phiên bản tiếng Nhật của "0X1=LOVESONG (I Know I Love You)" feat. Ikuta Lilas, giọng ca chính của bộ đôi âm nhạc Nhật Bản Yoasobi, và "MOA Diary (Dubaddu Wari Wari)", cùng với bài hát gốc tiếng Nhật "Ito" và bài hát gốc tiếng Anh đầu tiên của nhóm "Magic". "Ito" được sáng tác bởi ban nhạc rock Nhật Bản GReeeeN, là bài hát chủ đề của bộ phim truyền hình Nhật Bản Spiral Labyrinth – DNA Forensic Investigation, được chuyển thể từ bộ truyện tranh cùng tên.
Ngày 24 tháng 11 năm 2021, TXT đã được GQ Japan trao giải 2021 Men of the Year Pop Icon Award. Nhóm cũng xuất hiện trên trang bìa của tạp chí Euphoria, nơi họ nói chuyện với Aedan Juvet về việc được mệnh danh là "IT Group" của K-pop thế hệ thứ tư.

### 2022:Minisode 2: Thursday's Childvà chuyến lưu diễn quốc tế đầu tiên
Ngày 1 tháng 1 năm 2022, 
Ngày 17 tháng 1 năm 2022, một webtoon hư cấu về TXT được phát hành, có tựa đề "The Star Seekers".
Ngày 14 tháng 3 năm 2022, Yeon-jun được thông báo sẽ trở thành MC mới của Inkigayo trực thuộc SBS cùng với Roh Jeong-eui và Seo Bum-june.
Ngày 23 tháng 3 năm 2022, TXT trở thành nam nghệ sĩ K-pop đầu tiên lọt vào Bảng xếp hạng Billboard Song Breaker.
Vào ngày 6 tháng 4 năm 2022, Big Hit Music thông báo rằng TXT sẽ trở lại vào đầu tháng 5. Nhóm đã phát hành EP thứ tư Minisode 2: Thursday's Child, và đĩa đơn chủ đạo "Good Boy Gone Bad" vào ngày 9 tháng 5 năm 2022. Vào ngày 20 tháng 4 năm 2022, đơn đặt hàng trước đã vượt qua 810.000 bản, sáu ngày sau khi thông báo, vượt mức cao nhất trong sự nghiệp trước đó của TXT là 520.000 bản cho "The Chaos Chapter: Freeze". Album vượt mốc 1,44 triệu đơn đặt hàng trước vào ngày phát hành, bán ra 910.000 bản trong ngày đầu tiên. Không chỉ vậy, "minisode 2: Thursday's Child" đã ra mắt ở vị trí thứ 4 trên Billboard 200. Với thành tích này, "minisode 2: Thursday's Child" đã trở thành album có thứ hạng ra mắt cao nhất trên Billboard 200 của TXT, đồng thời là album thứ 6 liên tiếp của TXT có mặt trên bảng xếp hạng Billboard 200. Cũng trong năm đó, nhóm bắt đầu chuyến lưu diễn vòng quanh thế giới lần đầu tiên, Act: Lovesick, bắt đầu từ ngày 2 tháng 7. Vào ngày 22 tháng 7 năm 2022, nhóm phát hành đĩa đơn tiếng Anh "Valley of Lies" với rapper người Puerto Rico Iann Dior. Vào ngày 30 tháng 7 năm 2022, TXT trở thành nghệ sĩ K-pop đầu tiên biểu diễn tại Lollapalooza.
Ngày 31 tháng 8, đĩa đơn tiếng Nhật thứ ba của TXT, "Good Boy Gone Bad" được phát hành. Bao gồm phiên bản tiếng Nhật của "Good Boy Gone Bad" và hai bài hát gốc tiếng Nhật, "Hitori no Yoru" và "Kimi janaiDareka no (Ring)". "Ring" được sử dụng làm bài hát chủ đề cho chương trình Heart Signal Japan của Abema, phiên bản làm lại của chương trình thực tế Heart Signal của Hàn Quốc.

### 2023–nay:The Name Chapter: Temptation, The Name Chapter: Freefall, chuyến lưu diễn quốc tế thứ hai, minisode 3: Tomorrow và chuyến lưu diễn quốc tế thứ ba
TXT phát hành EP thứ năm, The Name Chapter: Temptation, vào ngày 27 tháng 1 năm 2023 với bài hát chủ đề "Sugar Rush Ride".
Họ đã có sự trở lại vào cuối năm với full album thứ hai: The Name Chapter: Freefall vào ngày 13 tháng 10 cùng có tên bài hát chủ đề là "Chasing That Feeling". Và cũng trong năm đó, nhóm bắt đầu chuyến lưu diễn vòng quanh thế giới lần thứ hai, Act: Sweet Mirage.
Vào năm 2024 tới, nhóm đã tham dự buổi fancon đầu tiên ở Hàn và Nhật "PRESENT X TOGETHER". Sau đó, nhóm đã phát hành với EP thứ sáu, minisode 3: TOMORROW, vào ngày cá tháng Tư (tức ngày 1 tháng 4) với bài hát chủ đề mang tên "Deja vu", cũng trong năm nay, nhóm đã thông báo chuyến lưu diễn vòng quanh thế giới lần thứ ba, Act: Promise

## Thành viên
Chú thích: In đậm là trưởng nhóm
| Nghệ danh   | Nghệ danh | Nghệ danh    | Tên khai sinh     | Tên khai sinh  | Tên khai sinh          | Tên khai sinh | Tên khai sinh    | Ngày sinh        | Nơi sinh                                 | Quốc tịch |
| Latinh      | Hangul    | Kana         | Latinh            | Hangul         | Kana                   | Hanja         | Hán-Việt         | Ngày sinh        | Nơi sinh                                 | Quốc tịch |
| Yeonjun     | 연준      | ヨンジュン   | Choi Yeon-jun     | 최연준         | チェ・ヨンジュン       | 崔然竣        | Thôi Nhiên Thuân | 13 tháng 9, 1999 | Seongnam, Gyeonggi-do, Hàn Quốc          | Hàn Quốc  |
| Soobin      | 수빈      | スビン       | Choi Soo-bin      | 최수빈         | チェ・スビン           | 崔秀彬        | Thôi Tú Bân      | 5 tháng 12, 2000 | Ansan, Gyeonggi-do, Hàn Quốc             | Hàn Quốc  |
| Beomgyu     | 범규      | ボムギュ     | Choi Beom-gyu     | 최범규         | チェ・ボムギュ         | 崔杋圭        | Thôi Phạm Khuê   | 13 tháng 3, 2001 | Buk-gu, Daegu, Hàn Quốc                  | Hàn Quốc  |
| Taehyun     | 태현      | テヒョン     | Kang Tae-hyun     | 강태현         | カン・テヒョン         | 姜太顯        | Khương Thái Hiển | 5 tháng 2, 2002  | Daechi-dong, Gangnam-gu, Seoul, Hàn Quốc | Hàn Quốc  |
| Huening Kai | 휴닝카이  | ヒュニンカイ | Kai Kamal Huening | 카이 카말 휴닝 | カイ・カマル・ヒュニン | 休寧凱        | Hưu Ninh Khải    | 14 tháng 8, 2002 | Honolulu, Hawaii, Hoa Kỳ                 | Hàn Quốc  |
| Huening Kai | 휴닝카이  | ヒュニンカイ | Kai Kamal Huening | 카이 카말 휴닝 | カイ・カマル・ヒュニン | 休寧凱        | Hưu Ninh Khải    | 14 tháng 8, 2002 | Honolulu, Hawaii, Hoa Kỳ                 | Hoa Kỳ    |

## Quảng cáo
Vào tháng 5 năm 2019, TXT được công bố là đại sứ mới cho thương hiệu chăm sóc da Hàn Quốc, "It's Skin". Vào tháng 12 năm 2019, TXT được công bố là người mẫu độc quyền cho thương hiệu đồng phục học sinh Hàn Quốc, "SKOOLOOKS" cho bộ sưu tập năm 2020. Vào tháng 2 năm 2021, TXT được chọn là "nhân vật chính" cho chiến dịch toàn cầu #BeMyValentine của TikTok để kỷ niệm ngày Valentine. Vào tháng 3 năm 2021, nhóm được công bố là người mẫu cho thương hiệu tai nghe Nhật Bản, "GLIDiC".
Vào tháng 7 năm 2021, TXT được chọn làm đại sứ thương hiệu cho SMART trong chiến dịch mới mang tên "BUILD YOUR OWN GIGA". Vào tháng 8 năm 2021, TXT được công bố là người mẫu đại diện cho nhãn hiệu làm đẹp Hàn Quốc "Foreul". Vào tháng 5 năm 2022, TXT được công bố là người đại diện thương hiệu toàn cầu cho hãng mỹ phẩm ma:nyo. Vào tháng 8 năm 2023, TXT được công bố là người đại diện thương hiệu toàn cầu cho hãng thời trang Dior.

## Danh sách đĩa nhạc
- The Dream Chapter: Star (2019)
- The Dream Chapter: Magic (2019)
- The Dream Chapter: Enternity (2020)
- Minisode1: Blue Hour (2020)
- Still Dreaming (2021)
- The Chaos Chapter: Freeze (2021)
- The Chaos Chapter: Fight Or Escape (2021)
- Chaotic Wonderland (2021)
- Minisode 2: Thursday's Child (2022)
- The Name Chapter: Temptation (2023)
- The Name Chapter: Freefall (2023)
- Minisode 3: TOMORROW (2024)
- The Star Chapter: Sanctuary (2024)

## Danh sách phim

### Chương trình truyền hình
| Năm  | Tên                         | Kênh  | Ghi chú                                                             | Nguồn   |
| 2019 | One Dream.TXT               | Mnet  | Chương trình thực tế dựa trên TXT thực tập tại Hoa Kỳ, 8 tập        | [ 115 ] |
| 2021 | Playground                  | JTBC  | Với Enhypen; chương trình thực tế đặc biệt về Tết Nguyên Đán, 2 tập | [ 116 ] |
| 2021 | TO DO X Tomorrow X Together | JTBC2 | Chương trình thực tế dựa trên TXT                                   | [ 117 ] |

### Chương trình truyền hình trực tuyến
| Năm      | Tên                                          | Kênh                      | Ghi chú                                                                  | Nguồn           |
| 2019–nay | TALK X TODAY                                 | V Live, YouTube & Weverse | Chương trình thực tế dựa trên TXT, 5 mùa                                 | [ 118 ] [ 119 ] |
| 2019–nay | TO DO X Tomorrow X Together                  | V Live & Weverse          | Chương trình thực tế dựa trên TXT                                        | [ 120 ]         |
| 2020     | Weekly TXT                                   | AbemaTV                   | Chương trình thực tế hàng tuần của Nhật Bản                              | [ 121 ]         |
| 2020     | TALK X TODAY ZERO                            | V Live & YouTube          | Chương trình thực tế dựa trên TXT trước khi ra mắt                       | [ 122 ]         |
| 2021     | TOMORROW X TOGETHER Map for "STILL DREAMING" | AbemaTV                   | Phim tài liệu Nhật Bản về quá trình chuẩn bị cho "Still Dreaming", 4 tập | [ 123 ]         |
| 2021     | Smash. Restaurant                            |                           | Chương trình tạp kỹ hàng tuần của Nhật Bản                               | [ 124 ]         |
| 2022     | Backstage                                    | YouTube                   | Phim tài liệu hợp tác với Enhypen                                        | [ 125 ]         |
| 2022     | Smash. Villa                                 |                           | Chương trình tạp kỹ hàng tuần của Nhật Bản                               | [ 126 ]         |

### Radio
| Năm  | Tên                      | Kênh      | Ghi chú           | Nguồn   |
| 2019 | Tomorrow X Together Show | Naver NOW | DJs               | [ 127 ] |
| 2021 | Listen                   | EBS       | DJs               | [ 128 ] |
| 2021 | Kiss The Radio           | KBS       | DJs (25/10–31/10) | [ 87 ]  |

## Danh sách buổi biểu diễn

### World Tours
- ACT : LOVESICK (2022)[129]
- ACT : SWEET MIRAGE (2023)[130]
- ACT : PROMISE (2024)

### Concerts
| Thời gian           | Tên     | Thành phố | Quốc gia  | Địa điểm  | Nguồn  |
| ------------------- | ------- | --------- | --------- | --------- | ------ |
| 3 tháng 10 năm 2021 | ACT:BOY | Toàn quốc | Toàn quốc | VenewLive | [ 85 ] |

### Fanlive
| Thời gian            | Tên              | Thành phố | Quốc gia | Địa điểm                | Nguồn   |
| -------------------- | ---------------- | --------- | -------- | ----------------------- | ------- |
| 7–8 tháng 3 năm 2020 | Dream X Together | Seoul     | Hàn Quốc | Bluesquare iMarket Hall | [ 131 ] |
| 6 tháng 3 năm 2021   | Shine X Together | Seoul     | Hàn Quốc | Bluesquare iMarket Hall | [ 132 ] |
| 5–6 tháng 3 năm 2022 | Moa X Together   | Seoul     | Hàn Quốc | Olympic Hall            | [ 133 ] |

### Concert Participation
| Thời gian              | Tên                                           | Quốc gia           | Địa điểm                                                                                       | Nguồn   |
| ---------------------- | --------------------------------------------- | ------------------ | ---------------------------------------------------------------------------------------------- | ------- |
| 31 tháng 12 năm 2020   | 2021 New Year's Eve Live presented by Weverse | Hàn Quốc           | Weverse                                                                                        | [ 134 ] |
| 31 tháng 12 năm 2021   | 2022 Weverse Con [New Era]                    | Ilsan, Hàn Quốc    | KINTEX Hall                                                                                    | [ 135 ] |
| 30 tháng 7 năm 2022    | Lollapalooza Chicago 2022                     | Chicago, Hoa Kỳ    | Grant Park                                                                                     | [ 105 ] |
| 20–21 tháng 8 năm 2022 | 2022 Summer Sonic Festival                    | Nhật Bản           | 20 tháng 8: Maishima Sonic Park, Osaka 21 tháng 8: ZOZO Marine Stadium & Makuhari Messe, Tokyo | [ 136 ] |
| 31 tháng 12 năm 2022   | 2023 Dick Clark's New Year's Rockin' Eve      | California, Hoa Kỳ | Disneyland                                                                                     | [ 137 ] |